# Autour d'une cabine
Pour plus de détails, voir Fiche technique et Distribution.
Autour d'une cabine est l'un des premiers dessins animés du cinéma, réalisé par Émile Reynaud, sorti en 1894.
Ce film inaugure le procédé de l'animation sans caméra avec la machine dite théâtre optique, mise au point par Reynaud, et fait partie des premières projections du cinéma sur un écran, avant celles des frères Lumière. Les représentations des Pantomimes lumineuses d'Émile Reynaud accueillirent globalement quelque 500 000 spectateurs payants entre 1892 et 1900.

## Synopsis

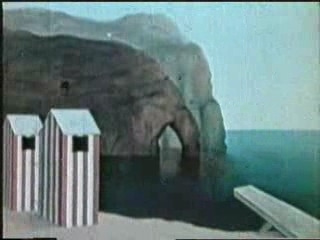
Reconstitution de la diapositive de fond d'Autour d'une Cabine, d'Émile Reynaud, 1895.

Un jeune garçon entre à droite du champ sur le plongeoir au bout duquel il se lance à l’eau et disparaît. Un autre le suit et fait le saut périlleux. Tous deux s'ébattent dans l'eau et s'éloignent. Un monsieur bedonnant s’avance à son tour, un jeune garçon le pousse à l’eau où il s’étale sur le dos. Tous s'éloignent en nageant.
Deux mouettes s'approchent et repartent.
C’est alors que le couple de Parisiens arrive, élégamment vêtu. La jeune femme, robe longue et capeline, portant un chien dans les bras. Le mari s'éloigne pour rejoindre sa cabine, la jeune femme reste sur la plage pour jouer avec son petit chien.
Un vieux beau, caché derrière les cabines, la remarque et s’avance à sa rencontre, la saluant. Le chien échappe à sa maîtresse qui tombe dans le sable en voulant le retenir. Le vieux beau l’aide à se remettre sur pieds et entreprend de la suivre. Elle se rend dans une cabine où le pervers l’épie par le trou de la serrure. Arrivant de derrière les cabines, le mari revient et s’aperçoit de l'indiscrétion et botte le postérieur du voyeur qui ne demande pas son reste et quitte les lieux. L’élégante sort de la cabine, vêtue d’un maillot et d’un bonnet de bain. Le jeune couple s'avance au bord de l’eau où ils entrent et se mettent à nager côte à côte, disparaissant à notre vue derrière l’alignement des cabines.
L'indiscret est de retour et entre dans la cabine de la Parisienne. Le chien tente de l'en faire sortir et lui vole sa casquette. Le couple revient, trouve l'importun, le mari le jette à l'eau. Le couple s'éloigne. L'indélicat se redresse trempé et quitte la scène, suivi par le chien.
Un batelier arrive, s’arrête et déploie la voile de son esquif, sur laquelle est écrit : « La représentation est terminée », ancêtre des mots « Fin » ou « The End ».

## Fiche technique
- Titre original : Autour d’une cabine ou Mésaventures d’un copurchic aux bains de mer
- Réalisation et scénario : Émile Reynaud
- Musique : Gaston Paulin
- Genre : animation - comédie - pantomime
- Durée : environ 5 minutes
- Format : 70 mm à une seule perforation centrale entre chaque vignettes dessinées à la main, coloriées aux encres à l'aniline, avec couche dorsale noire en dehors du tracé des personnages. Projection du décor fixe par une seconde lanterne. Muet, avec contacts électriques le long du film pour provoquer des effets sonores synchronisés.
- Date de sortie : décembre 1894 ( France)

## Technique et historique
Émile Reynaud utilise une bande souple originale de 70 mm  de large. Elle est constituée de carrés de gélatine recouverts de gomme laque pour les protéger. Ces carrés sont fixés de part et d'autre dans un cadre ajouré de papier fort (comme les futures diapositives). La bordure de la bande est renforcée par des lamelles métalliques souples protégées par des bandes en tissu ; il faut imaginer les contraintes apportées à chaque œuvre par les quelque 10 000 passages de 1892 à 1900. Émile Reynaud utilise un support vierge de toute émulsion photosensible car il peint ses personnages directement sur le support avec des encres transparentes à l'aniline (technique déjà employée pour les plaques de verre des lanternes magiques). Autour des personnages, le support est recouvert d'encre noire, la lumière ne peut passer qu'à travers les dessins. Reynaud munie ses bandes d'une perforation centrale unique entre chaque dessin. La fonction de ces perforations n'est pas de permettre l'entraînement du film (comme dans les appareils d'Edison-Dickson et celui des frères Lumière), mais d'entraîner le mécanisme lui-même (le cylindre à miroirs) par le biais de tenons.
Ce film fait partie de la deuxième programmation des Pantomimes Lumineuses (première programmation le 28 octobre 1892), dont les projections eurent lieu au Cabinet fantastique du musée Grévin, de décembre 1894 à mars 1900.
Coloriées à la main, les Pantomimes lumineuses ne pouvaient pas être dupliquées puisqu’à l’époque les émulsions photographiques en couleur qui auraient permis de les reproduire n’en étaient qu’au stade de la recherche en laboratoire. « La seule façon pour Émile Reynaud de diffuser des copies aurait été de reprendre ses pinceaux et de redessiner... un original, puis un autre, ce qui était impensable, sauf à embaucher des centaines de “petites mains”, comme le feront plus tard les producteurs pour colorier au pochoir les films noir et blanc. Reynaud n’est pas un industriel du spectacle, c’est un artiste, les Pantomimes lumineuses ne sortiront jamais du Musée Grévin. » D'autant que le contrat consenti par la direction était léonin et interdisait tout autre projection en dehors du Cabinet fantastique du musée Grévin.
Les projections d'Émile Reynaud sont les premières projections de vues en mouvement, sur un grand écran. Le Cabinet fantastique du musée Grévin est en vérité la première salle de cinéma du monde (1892), avant les Kinetoscope Parlors d'Edison (1894) et le Salon indien du Grand Café des frères Lumière (28 décembre 1895). Ce qui place l'œuvre et l'invention d'Émile Reynaud hors du précinéma où elles sont cantonnées habituellement par certains historiens ou critiques.
La scène finale de la bande (16 poses) a été donnée par la famille Reynaud à la Cinémathèque de Prague en 1926. Le reste de la pantomime a été vendue par la famille Reynaud en octobre 1948 au CNC, pour la Cinémathèque française, où elle est conservée. Elle n'a jamais été numérisée. Une copie des 16 poses finales ont été offertes à la famille Oudart-Reynaud par le Musée des Techniques de Prague en 1996 permettant ainsi la réalisation par Julien Pappé et ses collaborateurs au studio Magic Films, de plusieurs copies grandeur nature complètes pour des reconstitutions de théâtres optiques et d'une adaptation en format 35 mm. Cette adaptation cinématographique dure environ 4 minutes. Elle a été numérisée et est diffusée par la Cinémathèque française.

## Analyse
« Autour d'une cabine a déjà tous les caractères classiques du dessin animé moderne : une certaine durée, un scénario ingénieux, des personnages bien typés, des gags, des truquages, une histoire bien menée et racontée, une musique synchronisée, un beau décor et tout le charme de la couleur. » Les Pantomimes lumineuses, ainsi que Reynaud appelait ses créations, peuvent être vues par de nombreux spectateurs assemblés devant un écran translucide, elles racontent chacune de véritables histoires, avec de nombreuses péripéties et une durée que n'égale aucune des œuvres du cinéma primitif, que ce soient les premiers films de William Kennedy Laurie Dickson pour Thomas Edison, ou les futures vues photographiques animées de Louis Lumière. « Ce sont les premières fictions en vues animées image par image (dessin animé), et les premiers films en couleur. Elles sont accompagnées par le pianiste Gaston Paulin qui a composé tout exprès des partitions originales, les premières bandes originales écrites, même si elles ne furent jamais enregistrées dans le cadre du Théâtre optique. »